# 진합
진합(Jinhap)은 대한민국의 자동차용 화스너(Fastener) 및 정밀가공부품 기업이다. 본사는 대전광역시 대덕구 문평서로 42에 위치해 있으며 대표이사는 이원준과 김용칠이다.

## 상장
2024년 주관사를 KB증권으로 상장을 신청하였다가 자진 철회하였다.

## 참고 문헌
1. ↑  2세 경영인 들여다보기 - 이원준 (주)진합 부사장, 대전일보, 2008-11-24